# جاك ماكدونالد (مدرب كرة سلة)
جاك ماكدونالد (بالإنجليزية: Jack McDonald)‏ هو مدرب كرة سلة أمريكي، ولد في 6 مارس 1908 في نورويتش في الولايات المتحدة، وتوفي في 25 أكتوبر 1989 في فينيس، فلوريدا في الولايات المتحدة.